# Arvid Spångberg
Arvid Fredrik Spångberg, noto anche con il soprannome di Sparven, (Stoccolma, 3 aprile 1890 – New York, 11 maggio 1959), è stato un tuffatore svedese. Ha rappresentato la Svezia ai Giochi olimpici di Londra 1908 gareggiando nel concorso della piattaforma, dove ha vinto la medaglia di bronzo.

## Palmarès
- Giochi olimpici

Londra 1908: bronzo nella piattaforma